# Abbaye Saint-Joseph de la Rochette
L'abbaye Saint-Joseph de la Rochette est une abbaye de moniales bénédictines située dans la commune de Belmont-Tramonet dans le département de la Savoie en France.

## Historique
La communauté de moniales de la Rochette est fondée en 1824 par Suzanne du Peloux (1752 – 1837), cousine d’Augustin de Lestrange dans le Château de la Rochette à Cuire.
C'est pour fuir l'industrialisation que la communauté acquiert le Château de Belmont, datant du XVIIIe siècle, et s'y installe en 1967. En 1971 est ouverte une hôtellerie, et en 1972, la construction de l'église est achevée.